# Temnocora candida
Temnocora candida är en fiskart som först beskrevs av Gilbert och Burke 1912.  Temnocora candida ingår i släktet Temnocora och familjen Liparidae. Inga underarter finns listade i Catalogue of Life.